# Jens Nørregård
Jens Nørregård, född 13 november 1838, död 8 april 1913, var en dansk folhögskoleman. Han var farbror till Jens Nørregaard.
Nørregård blev teologie kandidat 1861 och filosofie doktor 1886 med avhandlingen Bernhard Severin Ingemanns Digterstilling og Digterværd. Starkt påverkad av Grundtvig deltog Nørregård som frivillig i dansk-tyska kriget 1864 och beslöt att ägna sitt liv åt återuppbyggnadsarbetet efter freden. 1866 grundade han Testrup folkhögskola vid Aarhus, som han framgångsrikt ledde till 1908, uppburen som en av landets främsta föredragshållare. Det första nordiska folkhögskolemötet hölls på Nørregårds inbjudan 1883 i Testrup.